# Franz Eichhorn (Widerstandskämpfer)
Franz Eichhorn (* 3. April 1906 in Hünfeld; † 11. August 1993 in Weimar) war ein Widerstandskämpfer gegen das NS-Regime und mit Errichtung der Nationalen Mahn- und Gedenkstätte Buchenwald Führer von Besuchergruppen.

## Leben und Wirken
Eichhorn erlernte das Friseurhandwerk und eröffnete 1929 einen Friseursalon. Im Jahre 1931 wechselte er seinen Beruf. Er wurde Ein- und Verkäufer von Automobilen in Düsseldorf, wo er sich wenig später als Autohändler selbständig machte. Wegen widerständiger Handlungen gegen das NS-System wurde er 1935 festgenommen und in Einzelhaft arretiert. 1937 wurde er in Hamm zu einer zweieinhalbjährigen Zuchthausstrafe wegen "Vorbereitung zum Hochverrat" verurteilt, die er in verschiedenen Zuchthäusern verbrachte. Nach Verbüßung seiner Haftstrafe wurde er in Schutzhaft genommen und am 18. Januar 1938 wurde er ins KZ Buchenwald überstellt. In Buchenwald musste er erst im Steinbruch, dann in der SS-Siedlung I arbeiten. Später wurde er Kapo der Lager-Friseurstube. Als solcher frisierte er auch SS-Führer und deren Frauen. Durch seine hervorgehobene Stellung war es ihm möglich, bestimmte Hafterleichterungen für zahlreiche Häftlinge zu erwirken. Obwohl er nicht als Kommunist ins KZ gekommen war, fand er hier Verbindung zur illegalen Widerstandsorganisation der KPD.
Nach der Errichtung einer Gedenkstätte auf dem Ettersberg engagierte er sich dort als Führer von Besuchergruppen.
Nach seinem Tod und seiner Beisetzung im VdN-Ehrenhain auf dem Weimarer Hauptfriedhof erschien in der französischen Zeitung La Tribune ein Artikel, in dem sein Wirken im KZ gewürdigt wurde, dem französische Häftlinge ihr Überleben verdankten.